# Christoph von Wrisberg
Christoph von Wrisberg (* 1511; † 1580) war kaiserlicher Obrist und Landsknechtsführer.

## Leben und Familie
Das Geschlecht Wrisberg stammt aus Wrisbergholzen und ist mit Hermann Wristberg am 5. Juni 1355 erstmals urkundlich belegt. Durch Freilassung aus der Hörigkeit des Hildesheimer Bischofs trat er in den Hildesheimer Dienstadel ein. Er wurde 1372 von Gerhard von Berg mit der Burg Winzenburg belehnt. Hermann Wristbergh erwarb 1393 von den Edelherren von Homburg die Vogtei Brunkensen.
Christoph war der erste seines Geschlechts, der nach erfolgter Erbteilung Brunkensen bewohnte. Er heiratete Lukretia, geb. von Schlön (genannt Gehle), Witwe des Ludeke Ledebur zu Hüffe. Dies hatte einen langen Erbstreit mit seinen angeheirateten Verwandten zur Folge. 1556 ließ er den Rittersitz Hüffe befestigen.
1580 starb er auf Gut Brunkensen. Das Epitaph seiner Gruft in der Nicolaikirche zu Alfeld steht sehr stark verwittert an der nordwestlichen Ecke der St.-Nicolai-Kirche zu Alfeld. Ein prächtiger Totenschild, der früher in der St.-Nicolai-Kirche aufgehängt war, wird heute im Stadtarchiv in Alfeld aufbewahrt.

## Christoph von Wrisberg in der Sage
Wrisberg geht die Sage, er habe in der Alfelder St.-Nicolai-Kirche einen am Altar betenden protestantischen Pfaffen mit einem Schwert enthauptet. Das Schwert soll lange Zeit noch in der St.-Nicolai-Kirche gehangen haben.

## Militärische Laufbahn
Wrisberg diente dem Kaiser in Feldzügen gegen das Osmanische Reich, war jedoch auch auf wechselnden Fronten tätig. Insbesondere im Schmalkaldischen Krieg gelangte er als kaiserlicher Obrist und Söldnerführer zu großer Macht. 1547 gehörten er und seine Waffengefährten, Jobst von Gruningen und Herbort von Langen zu Crollage zu den kaiserlichen Befehlshabern.

### Belagerung von Bremen und Schlacht bei Drakenburg
Im Januar 1547 warb Wrisberg eine Armee im Münsterland an. Die Truppe zog durch das Bistum Osnabrück nach Minden, wo Vertreter dieser schmalkaldischen Bundesstadt in Dützen fußfällig kapitulieren und um Gnade bitten mussten. Danach erhielt Wrisberg den Oberbefehl über das kaiserliche Heer in Norddeutschland. Er zog gegen das kaiserfeindliche Bremen an, um es zu erobern. Es begann eine längere Belagerung, der die Bremer Bürger trotz Beschusses standhielten. Im April 1547 stieß der erst 19-jährige Herzog Erich II. mit seinen Truppen zu den kaiserlichen Belagerern hinzu, so dass etwa 12.000 Mann vor der Stadt standen. Im Mai 1547 kam die Nachricht, dass eine protestantische Armee plündernd und brandschatzend von Süden auf dem Weg nach Bremen sei, um die Stadt zu entsetzen. Wegen der mehrmonatigen, erfolglosen Belagerung unter Proviantmangel, Verlusten von einem Viertel der Landsknechte und der Gefahr einer Meuterei stellten Wrisberg und Erich II. die Belagerung ein. Sie zogen getrennt nach Süden, um dem sich nähernden protestantischen Heer entgegenzutreten. Wrisbergs Truppe blieb aber weit zurück, weil es durch Sandwege zu Problemen kam. Als Erich II. auf die feindlichen Truppen traf, kam es zur Schlacht bei Drakenburg. Wrisberg kam zu spät auf dem Schlachtfeld an und zog sich wegen seiner Unterlegenheit schnell zurück. Dabei stieß er auf den Tross der Protestanten, dessen Begleitmannschaft seine Truppen in einem Scharmützel schnell überwältigen konnten. Dabei erbeuteten sie die Kriegskasse der Protestanten mit ungefähr 100.000 Goldgulden, die später die kaiserliche Schatzkammer von Karl V. füllten.

## Weitere Kommandos
1553 befehligte er zusammen mit Johann von Münchhausen und Dietrich von Quitzow einen Trupp,  der die Iburg überfiel, um den Bischof gefangen zu nehmen.